# Uzi Arad

Uzi Arad (al II-lea din dreapta) și prim-ministrul israelian Benjamin Netanyahu, septembrie 2009

Uzi Arad (în ebraică עוזי ארד) (n. 2 octombrie 1947, Tiberias, Israel) este  un specialist israelian în strategie politică și militară, directorul Comisiei Guvernamentale de Siguranță Națională a Israelului, director fondator al Centrului de Studii Politice și Strategice al Institutului Interdisciplinar din Herzliya și profesor de strategie politică și militară la Institutul Lauder de Administrație, Diplomație și Strategie Statală.

## Biografia
Uzi Arad este fiul Rașelei și al lui Iacob Blumer, care a fost membru al Conducerii Centrale a organizației sioniste-marxiste Hașomer Hațair din România. După trei ani de detenție la Doftana - împreună cu profesorul de istorie Michael Harsegor (Mihael Goldberg) - ei au ajuns în Palestina aflată sub mandat britanic (din 1948, statul Israel) imediat după cel de al II-lea război mondial, ca emigranți ilegali și, s-au integrat în kibuțul Zikim din sudul Israelului, unde Uzi și-a petrecut primii ani din viață. În 1966 s-a înrolat în Armata Israeliană (TZAHAL), unde a servit trei ani.
Arad s-a înrolat pentru 25 de ani în Mosad (Institutul Israelian de Informații) de unde s-a eliberat ca director al Departamentului de Cercetări Strategice, poziție echivalentă cu gradul de general-maior în armată.
Prof. Arad a obținut titlul de B.A. în istorie la Universitatea Tel Aviv, M.A și Ph.D. în relații internaționale la Universitatea Princeton (cu o bursă de merit Fulbright) și a făcut post-doctoratul la Universitatea Harvard. Apoi a funcționat ca colaborator (Professional Staff Member) al Institutului Hudson din New York și colaborator de cercetări la Centrul de Studii Strategice al Universității Tel Aviv..
Uzi Arad este căsătorit cu Rut, doctor (Ph.D.) în statistică și are o fiică, Dorit Arad Ben Ami, doctor (Ph.D.) în psihologie clinică.

## Parte din lista de publicații
- en Energy and Security Implications for American Policy Final Report, ed. Hudson Institute, 1974 (coautor).
- en Oil Embargo: Lessons and Future Impact publ. Hudson Institute, 1974.
- en The 1973-1974 Arab Oil Embargo: Facts, Figures and Analysis, publ. Hudson Institute, 1974.
- en  The Middle-East: Politics and oil, publ. Hudson Institute, 1974.
- en  American Security and the International Energy Situation, publ. Hudson Institute 1975 (coautor).
- en  World Energy Interdependence and the Security of Supply publ. Princeton University 1975.
- en  Commentaries, In J.D. Anthony (ed.) The Middle East Oil, Politics and Development, publ. The American Enterprise Institute for Public Policy Research, 1975.
- en  Is the Atlantic Alliance Soluble in Oil?, In J.S. Szyliowicz, and B.E. O’Neill (eds.) The Energy Crisis and U.S. Foreign Policy publ. Praeger, New York, 1975.
- en  Developing the Relevance Potentialities of National Security and Foreign Policy Research: Some Proposed Criteria, J.Policy Sciences, Vol. 6, 1975 (împreună cu W. Bacchus, E. Gonzalez și H. Starr)
- en The Short-Term Effectiveness of the Arab Oil Embargo, publ. Center for Strategic Studies, Tel Aviv University, 1978
- en Israeli-Saudi Relations: The Present Approach and Proposed Changes, publ. Center for Strategic Studies, Tel Aviv University, 1979.
- en Sharing Global Resources, ed. McGraw Hill for the Council on Foreign Relations, New York, 1979 (împreună cu R. McCullock, R.W. Arad, J. Pinera și A.L. Hollick).
- he Strengthening Weak Links in the Intelligence Process in Israel, J. Ma’arachot, No. 270-271, 1979.
- en The Short-Term Effectiveness of an Arab Oil Embargo, în H. Shaked and I. Rabinovitch (eds.): The Middle East and the United States Perceptions and Policies, publ. Transaction Books, New Brunswick, NJ, 1980.
- en Strategic Problems – The Issue of Nuclear Proliferation in the Middle East, în A. Arian (ed.): Israel: A Developing Society publ. Van Gorcum, Asser, Netherlands, 1980.
- he The Balance of Israel’s National Security, publ. Yediot Ahronot Publishing House, Tel Aviv, 2001.
- en NGO’s that Educate about Judaism as Culture in the Secular Sphere, în U. Arad și  M. Joffe (eds.): Judaism as Culture: A decade Since the Israel Government’s Shenhar Commission Report ed. Posen Foundation, Lucerne, Switzerland, 2003 (cu Meir Joffe).
- en Interim Arrangements and Conflict Management, în M. A. Heller și R. Hollis (eds.): Israel and the Palestinians: Israeli Policy Options, ed. Chatham House, London, 2005.
- en Intelligence Management as Risk Management, în P. Bracken și I. Bremmer (eds.): Avoiding Strategic Surprise: Lessons from Risk Management and Risk Assessment,  publ. Eurasia Group, New York, 2005.
- en Trading Land for Peace: Swap Meet – Territorial Exchanges and the Two-States Solution for the Palestinian-Israeli Conflict, The New Republic J., November 2005.
- en Anchoring Israel to the Euro-Atlantic Community: Further Upgrading and Institutionalizing NATO-Israel Relations, în Ronald D. Asmus (ed.): NATO and Global Partners: Views from the Outside – Riga Papers, publ. German Marshall Fund of the United States, Washington DC, 2006 (cu Oded Eran și Tommy Steiner).
- he Disengaged - Israeli Refuge from Patriotism, J. Kivunim Hadashim, Vol. 14, June 2006.
- en Patriotism and Israel's National Security : Herzliya Patriotism Survey (2006),  publ. Institute for Policy and Strategy, 2006.
- en Intelligence Management as Risk Management: The Case of Strategic Surprise, în P. Bracken, I. Bremmer, și D. Gordon (eds.): Avoiding Strategic Surprise: Lessons from Risk Management and Risk Assessment ed. Cambridge University Press, 2008.